# Deutsche Phono-Akademie

Logo der Deutschen Phonoakademie

Die Deutsche Phono-Akademie e. V. mit Sitz in Berlin ist eine Interessengemeinschaft der Tonträger-Industrie. Sie versteht sich selbst als Kulturinstitut der Deutschen Musikwirtschaft.

## Geschichte
Am 27. September 1973 wurde die Akademie von 18 Schallplattenfirmen des Bundesverbandes der Phonographischen Wirtschaft in West-Berlin gegründet.
Anlässlich des Jubiläumsjahrs 100 Jahre Schallplatte 1987 hat die Deutsche Phono-Akademie die Emil-Berliner-Stiftung zur Förderung des musikalischen Nachwuchses gegründet.

## Vorstand
Der Vorstand besteht aus (Stand: April 2014):
- Dieter Gorny (Vorsitzender)
- Philip Ginthör, CEO Sony Music GSA
- Frank Briegmann, President Central Europe Universal Music Group
- Bernd Dopp, Chairman & CEO Warner Music Central Europe
- Konrad von Löhneysen, Geschäftsführer Embassy of Music GmbH, Sprecher der außerordentlichen Mitglieder

Die gegenwärtigen Vorstandsmitglieder sind Angestellte der kommerziellen Musikbranche. Eine ästhetische Unabhängigkeit ist dadurch nicht gegeben. Die Kriterien zur Entscheidungsfindung werden nicht veröffentlicht. Die Zusammensetzung der Jury für den Echo-Klassik-Preis wurde meist nicht bekanntgegeben, die derzeitige Jury (Stand April 2018) des „Echo-Klassik – Deutscher Musikpreis 2018“ wird allerdings auf der Webseite des Deutschen Musikpreises vorgestellt. In der Jury befindet sich kein Musikwissenschaftler, kein Musikkritiker und kein namhafter aktiver Musiker.

## Aktivitäten
Der Verein war Initiator und Ausrichter des Pop-Musikpreises Echo, der von 1992 bis 2018  in verschiedenen Kategorien jährlich vergeben wurde. Die Deutsche Phono-Akademie selbst vergab den Nachwuchs-Preis unabhängig von ermittelten Verkaufszahlen an besonders vielversprechende junge Künstler. In separaten Veranstaltungen wurden auch Echo-Jazz- und Echo-Klassik-Preise überreicht. Von 1974 bis 1992 gab es den in diversen Sparten vergebenen Preis der Deutschen Phonoakademie mit einem jährlichen Festival der Preisträger.
Mit der SchoolTour hat die Akademie gemeinsam mit der Bundeszentrale für politische Bildung ein musikpädagogisches Modellprojekt geschaffen, in welchem Jugendliche – vor allem an Haupt- und Gesamtschulen – mit Musikproduktionen und deren gesellschaftspolitischen Hintergründen vertraut gemacht werden. Sie texten und komponieren eigene Songs (bis hin zur Produktion einer CD) und diskutieren über kulturelle, ökonomische und gesellschaftliche Hintergründe. Prominente Musiker und Vertreter der Musikwirtschaft begleiten sie hierbei. Bisher (Stand 2007) waren dies u. a. Dieter Gorny, Gerd Gebhardt, Mousse T., Roachford, die Prinzen, Kurtis Blow, T. M. Stevens. Partner dieses Projekts sind auch GEMA und GVL.